# María de los Dolores López
María de los Dolores López, död 1781, var en spansk nunna som avrättades för kätteri av den spanska inkvisitionen.
Vid tolv års ålder blev hon blind och tillbringade de följande fyra åren hos sin egen biktfader. Hon gick in i karmelitklostret Nuestra Señora de Belén och flyttade senare till Marchena. Hon skaffade sig ett rykte om helighet och mystik. Det sades att hon talade med sin skyddsängel och med Jesusbarnet (som han kallade "tiñosito"). I Lucena hade hon ett förhållande med en biktfader. Hon återvände till Sevilla, där en annan biktfader (Mateo Casillas), efter tolv års relationer, anmälde henne 1779. Hon dömdes för molinosismens kätteri och flagellanternas rörelse, som hon vägrade att ångra. Hon har kallats för den sista person som avrättades för kätteri i Spanien, även om detta inte var tekniskt sant. 